# J. Russel Robinson
Joseph Russel Robinson (Indianapolis, 8 juli 1892 - Palmdale, 30 september 1963) was een Amerikaanse jazzpianist en componist van de ragtime- en dixielandjazz.

## Biografie
Robinson kreeg privéles en had zijn opleiding aan de Shortridge High School in zijn geboorteplaats. Hij trad als muzikaal duo op met zijn broer John, maar ook als pianist voor stomme films. Bovendien begon hij vroeg met componeren. In 1909 kon hij zijn Sapho Rag uitbrengen. Hij voegde zich bij de vaudeville-groep Famous Robinson Brothers. In 1910 ontstonden de twee composities Dynamite Rag: A Negro Drag en (met zijn latere echtgenote Marguerite Kendall) I Feel Religion Coming On, waarmee hij bekend werd bij een breder publiek. Zijn compositie That Eccentric Rag (1912) maakte hem definitief bekend en ontwikkelde zich later tot jazzstandard. Met zijn broer toerde hij door de zuidelijke staten, waarbij het tot een langer oponthoud kwam in New Orleans. Als pianist speelde hij meerdere honderd pianorollen in voor de Amerikaanse Music Company in Chicago en later de voor de QRS Company in New York.
In 1919 werd Robinson na het overlijden van Henry Ragas als pianist gehaald in de Original Dixieland Jazz Band, waarmee hij eerst een Europese tournee afwerkte. Tijdens deze periode schreef hij ook songs met Al Bernard. Daarna werkte hij voor de muziekuitgeverij van W.C. Handy en schreef hij nieuwe arrangementen en teksten voor de verfilming en heruitgifte van nummers als Memphis Blues en St. Louis Blues. Met Handy en Charles H. Hillmann schreef hij de song Though We're Miles and Miles Apart. In 1920 was hij werkzaam op Broadway en schreef hij samen met Con Conrad songs als Margie en Lena from Palesteena, die hits werden.
Tijdens de opvolgende jaren schreef hij samen met Roy Turk songs, vooral voor de Plantation Revue op Broadway. Als pianist begeleidde hij bovendien blues- en jazzzangeressen als Annette Hanshaw, Lucille Hegamin, Marion Harris en Lizzie Miles tijdens studio-ontmoetingen. Verdere songs schreef hij samen met Noble Sissle, Mercer Cook, Andy Razaf en Jo Trent. In 1951 diende hij een aanklacht in tegen Mills Music in een auteursgeding wegens meer dan 100.000 dollar achterstallige betaling van tantièmen voor zijn songs. In 1957 schreef hij de musical Mermaid Tavern.
Zijn compositie Singin' the Blue werd in 1977 opgenomen in de Grammy Hall of Fame in de versie van Frankie Trumbauer (met Bix Beiderbecke, 1927).
- Bibsys: 7003462
- Biblioteca Nacional de España: XX912642
- Bibliothèque nationale de France: cb14055714k (data)
- CiNii: DA16449674
- Gemeinsame Normdatei: 1089147546
- International Standard Name Identifier: 0000 0000 8169 5473
- Library of Congress Control Number: n93021837
- Nationale Bibliotheek van Letland: 000337434
- MusicBrainz: 5f2ffed7-6e8f-45b2-8a48-30fe87b50595
- Nationale Bibliotheek van Tsjechië: mzk2014852619
- Nationale bibliotheek van Australië: 35675749
- Nationale en Universitaire bibliotheek Zagreb: 000066878
- Istituto Centrale per il Catalogo Unico: DDSV002807
- SNAC: w6jm3p80
- Système universitaire de documentation: 156843498
- Trove: 1037566
- Virtual International Authority File: 100257094
- WorldCat: E39PBJwX7mXJKVYrr7tpGHKcfq